# Valtari
Valtari 是冰島樂團席格若斯的第六張錄音室專輯，將於5月23日於日本發行、其他國家則為5月28日或29日發行，臺灣由金牌大風於6月8日代理發行，並將專輯中文名稱翻譯為「壓解」。

## 背景
最初這張專輯是於2012年3月6日在  Q Magazine 發表，貝斯手 Georg Hólm 形容這張專輯將會是一個「比以前更多電子的元素」但不會變成「舞曲專輯」。
專輯裡頭的第六首曲目 "Varðeldur" 是收錄在 Inni 現場錄音專輯中的 "Lúppulagið" 錄音室重新編曲版本。

## 美術
Valtari 的專輯封面是由席格若斯的主唱雍希的姐妹 Lilja 和 Inga Birgisdóttir 聯手製作，而 Inga Birgisdóttir 則是席格若斯第一張專輯 Von 的封面嬰兒。

## 發佈
專輯裡最先曝光的第一首單曲 “Ekki Múkk” 搭配著影片一起在官方網站公開播出。
四月十四日當天，整張專輯的曲目在網路上公開。
四月二十一日的 唱片行日，席格若斯公佈了黑膠特別版本的 Ekki Múkk，這張唱片的B面則是演奏曲 Kvistur，B面這首歌曲也是專輯預購的附贈歌曲。
五月十一日，在美劇吸血鬼日記的第三季結尾釋出了新曲目 Dauðalogn。
五月十七日，官方網站舉辦了一場名為 Valtari Hour 的活動，全世界每一個時區的樂迷可以在當地晚間七點鐘在線上聽完長達一個小時的專輯試聽。

### 神秘影片實驗計劃
席格若斯給了許多電影工作者相同的經費預算，請他們把聽到每首新歌，第一個腦海裡浮現的畫面給拍攝出來。這個實驗計劃的點子，是要影片工作者能夠拋開席格若斯的認同，讓他們能夠呈現最有創意的一面，這項計劃的影片製作人有 Ramin Bahrani、Alma Har'el、John Cameron Mitchell 以及 Ryan McGinley。席格若斯不想要事先在專輯出來之前先有任何的預先立場，也不想告訴聽眾如何去感受和從這張專輯獲得到甚麼，當然團員沒有人會知道導演將會拍出些甚麼影片給他們。
五月二十一日，席格若斯公佈了他們專輯裡第一首歌 Ég Anda 的音樂錄影帶，由 Ragnar Kjartansson 負責拍攝，這也是他們這次 Valtari 專輯的神秘影片實驗計劃裡十二部影片中的第一支影片。
六月六日，席格若斯公佈了他們專輯裡第三首歌 "Varúð" 的音樂錄影帶，由這次 Valtari 專輯封面設計師、也是樂團第一張專輯 Von 封面嬰兒的 Inga Birgisdóttir 擔任導演，這也是他們這次 Valtari 專輯的神秘影片實驗計劃裡十二部影片中的第二支影片。

## 專輯曲目
| 曲序 | 曲目         | 中文翻譯[*] | 时长 |
| ---- | ------------ | ----------- | ---- |
| 1.   | Ég anda      | 我的呼吸    | 6:15 |
| 2.   | Ekki Múkk    | 不是聲音    | 7:45 |
| 3.   | Varúð        | 慎重        | 6:37 |
| 4.   | Rembihnútur  | 環環緊扣    | 5:05 |
| 5.   | Dauðalogn    | 隔絕平靜    | 6:37 |
| 6.   | Varðeldur    | 營火        | 6:08 |
| 7.   | Valtari      | 滾筒        | 8:19 |
| 8.   | Fjögur píanó | 四臺鋼琴    | 7:50 |

| 預購附贈曲目 | 預購附贈曲目 | 預購附贈曲目 | 預購附贈曲目 |
| 曲序         | 曲目         | 中文翻譯[*]  | 时长         |
| ------------ | ------------ | ------------ | ------------ |
| 9.           | Logn         | 平靜         | 8:14         |
| 10.          | Kvistur      | 分支         | 5:33         |

- *  中文翻譯為直接翻譯非官方中文翻譯.

## 排行榜
| Chart (2012)                    | Peak position |
| ------------------------------- | ------------- |
| Belgian Albums Chart (Flanders) | 6             |
| Belgian Albums Chart (Wallonia) | 27            |
| Dutch Albums Chart              | 18            |
| Irish Albums Chart              | 1             |

## 發行
| 國家     | 發行日期      | 廠牌          |
| -------- | ------------- | ------------- |
| 日本     | 2012年5月23日 | EMI           |
| 澳大利亞 | 2012年5月25日 | EMI           |
| 德國     | 2012年5月25日 | EMI           |
| 英國     | 2012年5月28日 | Parlophone    |
| 美國     | 2012年5月29日 | XL Recordings |
| 臺灣     | 2012年6月8日  | 金牌大風      |

## 引用來源
1. 1 2  .   [2012-05-29]. （原始内容存档于2012-05-31）.
2. ↑  . Pitchfork Media. 2012-03-26  [2012-03-26]. （原始内容存档于2021-04-18）.
3. ↑  http://www.cdjapan.co.jp/detailview.html?KEY=TOCP-71290
4. ↑  .   [2012-05-18]. （原始内容存档于2021-08-17）.
5. ↑  .   [2012-05-24]. （原始内容存档于2019-02-18）.
6. ↑  .   [2012-05-18]. （原始内容存档于2012-05-12）.
7. ↑  . hasitleaked.com. Has it leaked?. 2012-03-25  [2012-04-15]. （原始内容存档于2021-08-17）.
8. ↑  . sigur-ros.co.uk.   [2012-05-18]. （原始内容存档于2012-05-13）.
9. ↑  . sigur-ros.co.uk.   [2012-05-18]. （原始内容存档于2012-05-13）.
10. ↑  .   [2012-05-18]. （原始内容存档于2016-09-24）.
11. ↑  . sigur-ros.co.uk. sigur-ros.co.uk. 2012-05-17  [2012-05-17]. （原始内容存档于2012-05-17）.
12. ↑  .   [2012-05-26]. （原始内容存档于2013-12-13）.
13. ↑  .   [2012-05-29]. （原始内容存档于2012-11-28）.
14. 1 2  http://www.sigur-ros.co.uk/valtari/videos/.html%5B%5D
15. 1 2  .   [2012-05-22]. （原始内容存档于2022-02-17）.
16. ↑  Sigur Rós. . Facebook.   [29 May 2012]. （原始内容存档于2019-02-18）.
17. ↑  . Ultratop. Hung Medien.   [2 June 2012]. （原始内容存档于2012-09-29） （荷兰语）.
18. ↑  . Ultratop. Hung Medien.   [2 June 2012]. （原始内容存档于2012-09-29） （法语）.
19. ↑  . MegaCharts. Hung Medien.   [2 June 2012]. （原始内容存档于2012-09-29） （荷兰语）.
20. ↑  . Irish Recorded Music Association. Chart-Track.   [2 June 2012]. （原始内容存档于2012-09-25）.
21. ↑   [Sigur Rós / Valtari]. EMI Music Japan.   [2012年6月2日]. （原始内容存档于2012年8月2日） （日语）.
22. ↑  . JB Hi-Fi.   [2012年6月2日]. （原始内容存档于2013年5月14日）.
23. ↑  . EMI Music Germany.   [2012年6月2日]. （原始内容存档于2012年6月7日） （德语）.
24. ↑  . HMV.   [2012年6月2日]. （原始内容存档于2012年7月12日）.
25. ↑  . Amazon.com.   [2012年6月2日].
26. ↑  . 金牌大風.   [2012年5月29日]. （原始内容存档于2012年5月31日） （中文）.